# 평창 상원사 중창권선문
평창 상원사 중창권선문(平昌 上院寺 重創勸善文)은 대한민국 강원특별자치도 평창군 진부면, 상원사에 있는 기록물이다.
1997년 1월 1일 대한민국의 국보 제292호 오대산 상원사 중창권선문(五臺山 上院寺 重創勸善文)으로 지정되었다가, 2010년 8월 25일 현재의 명칭으로 변경되었다.

## 개요
세조 10년(1464) 세조의 왕사인 혜각존자 신미 등이 학열, 학조 등과 함께 임금의 만수무강을 빌고자 상원사를 새롭게 단장하면서 지은 글로, 이 사실을 전해들은 세조가 쌀, 무명, 베와 철 등을 보내면서 쓴 글과 함께 월정사에 소장되어 전한다.
각각 한문 원문과 번역으로 되어 있는데, 신미 등이 쓴 글에는 신미, 학열, 학조 등의 수결(지금은 서명)이 있으며, 세조가 보낸 글에는 세조와 세자빈, 왕세자의 수결과 도장이 찍혀 있다. 한글로 번역된 것은 가장 오래된 필사본으로 유명하다.
세조와 상원사 및 신미와의 관계를 살펴볼 수 있는 역사적 자료이며, 당시의 국문학 연구에도 귀중한 자료로 평가된다. 가장 오래된 한글 서적이면서도 보존 상태가 완벽하다.

## 같이 보기
- 상원사

## 참고 자료
- 평창 상원사 중창권선문 - 국가유산청 국가유산포털